# Arcusaurus
Arcusaurus pereirabdalorum
Genre
Espèce
Arcusaurus est un genre éteint de dinosaures sauropodomorphes basaux, herbivores, qui vivait en Afrique du Sud durant le Jurassique inférieur (Hettangien à Sinémurien), soit il y a environ entre 201,4 à 192,9 millions d'années.
Une seule espèce est rattachée au genre, Arcusaurus pereirabdalorum, décrite par Adam M. Yates, Matthew Bonnan et Johann Neveling en 2011.

## Étymologie
Le nom de genre Arcusaurus est composé du mot latin arcus, « arc-en-ciel », pour rappeler l'autre nom de l'Afrique du Sud, la nation arc-en-ciel, associé au grec ancien « saûros » qui signifie « lézard » pour donner « lézard de nation arc-en-ciel ». Le nom d'espèce pereirabdalorum combine les noms latinisés des deux découvreurs du fossile, Lucille Pereira et Fernando Abdala.

## Découverte
Arcusaurus est connu à partir de deux squelettes fragmentaires découverts en mars 2006 sur le site de « Spion Kop Heelbo » dans la partie supérieure de la formation géologique d'Elliot à Senekal dans la province de l'État-Libre d'Afrique du Sud.
L'holotype, référencé BP/1/6235, est constitué d'un crâne partiel, ainsi que d'os des membres et des vertèbres.
Les deux spécimens sont des juvéniles. L'analyse anatomique des restes fossiles a démontré qu'il ne s'agissait pas de jeunes des genres Aardonyx ou Massospondylus.

## Classification
L'analyse phylogénétique originale d'Arcusaurus en 2011 a montré qu'il s'agissait d'un sauropodomorphe basal, placé en groupe frère avec le genre Efraasia et tous les genres les plus évolués de sauropodomorphes basaux. 
Or, comme Efraasia est connu dans le Trias supérieur (Norien), soit il y a environ 215 Ma (millions d'années), sa proximité avec Arcusaurus implique un lignage fantôme d'au moins 20 Ma entre cet âge et celui auquel a vécu Arcusaurus.
Le fait également qu'Arcusaurs présente d'autres caractères propres à des sauropodomorphes plus évolués appartenant au clade des Plateosauria met en doute les résultats cette analyse phylogénétique.
Pour Yates et ses collègues, Arcusaurus étant le seul sauropodomorphe basal (c'est-à dire n'appartenant pas aux Plateosauria) du Jurassique, il pourrait s'agir d'un taxon relique.